# Saint-Paul-de-Montminy
Pour les articles homonymes, voir Saint-Paul et Montminy.
Saint-Paul-de-Montminy est une municipalité du Québec (Canada) faisant partie de la municipalité régionale de comté de Montmagny elle-même comprise dans la région administrative Chaudière-Appalaches.

## Toponymie
La paroisse est nommée en l'honneur de Paul de Tarse à cause de sa proximité avec Saint-Pierre-de-la-Rivière-du-Sud, les deux paroisses étant voisines jusqu'à l'érection de la paroisse de Sainte-Euphémie-sur-Rivière-du-Sud.
Quant à l'élément Montminy, il rappelle le canton de Montminy, lui-même nommé en honneur de l'abbé Louis-Antoine Montminy, curé de Saint-Gervais, qui encouragea la colonisation de la paroisse.

## Histoire

### Chronologie
- 1er janvier 1862 : Érection du township de Montminy
- 15 mars 1969 : Le township de Montminy devient le canton de Montminy.
- 17 mai 1986 : Le canton de Montminy devient la municipalité de Saint-Paul-de-Montminy.

## Géographie
Plusieurs cours d'eau du bassin versant de la rivière du Sud coulent dans le territoire de la municipalité. La rivière Alick, qui nait de la confluence de la rivière du Moulin et du ruisseau Dominique, coule dans le nord-ouest de la municipalité en direction nord. À partir de son crénon, dans le nord-ouest de la municipalité, la rivière à la Loutre coule vers le nord-ouest. 
À partir de leur crénon, dans le sud-ouest de la municipalité, les rivières Gabriel et du Nord coulent vers l'ouest. La rivière Fraser traverse la limite nord-est de la municipalité.
À partir du lac Long, dans le sud-ouest de la municipalité, la rivière aux Orignaux coule vers le sud dans le bassin versant du fleuve Saint-Jean.

## Démographie
| 1861 | 1871 | 1881  | 1891  | 1901  | 1911  | 1921  | 1931  |
| ---- | ---- | ----- | ----- | ----- | ----- | ----- | ----- |
| 600  | 917  | 1 636 | 1 436 | 1 612 | 1 460 | 1 462 | 1 507 |

| 1941  | 1951  | 1956  | 1961  | 1966  | 1971  | 1976  | 1981  |
| ----- | ----- | ----- | ----- | ----- | ----- | ----- | ----- |
| 1 691 | 1 731 | 1 664 | 1 569 | 1 626 | 1 367 | 1 222 | 1 123 |

| 1986  | 1991 | 1996 | 2001 | 2006 | 2011 | 2016 | 2021 |
| ----- | ---- | ---- | ---- | ---- | ---- | ---- | ---- |
| 1 050 | 975  | 931  | 853  | 840  | 824  | 785  | 849  |

## Administration
Les élections municipales se font en bloc pour le maire et les six conseillers.
| Saint-Paul-de-Montminy Maires depuis 2001                                                                            |               |         |          |
| Élection | Maire         | Qualité | Résultat |
| 2001 | Émile Tanguay |         | Voir     |
| 2005 | Émile Tanguay | Voir    |          |
| 2009 | Émile Tanguay | Voir    |          |
| 2013 | Émile Tanguay | Voir    |          |
| 2017 | Alain Talbot  |         | Voir     |
| 2021 | Alain Talbot  | Voir    |          |
| Élection partielle en italique Depuis 2005, les élections sont simultanées dans toutes les municipalités québécoises |               |         |          |